# Gayndah Airport
Gayndah Airport är en flygplats i Australien. Den ligger i kommunen North Burnett och delstaten Queensland, omkring 250 kilometer nordväst om delstatshuvudstaden Brisbane.
Trakten runt Gayndah Airport är nära nog obefolkad, med mindre än två invånare per kvadratkilometer.. Närmaste större samhälle är Gayndah, nära Gayndah Airport. 
I omgivningarna runt Gayndah Airport växer huvudsakligen savannskog. Genomsnittlig årsnederbörd är 921 millimeter. Den regnigaste månaden är mars, med i genomsnitt 173 mm nederbörd, och den torraste är juli, med 26 mm nederbörd.